# Distrikt Napak
Napak ist ein Distrikt in Norduganda. Die Hauptstadt des Distrikts ist Napak.

## Lage
Der Distrikt Napak befindet sich in der Subregion Karamoja im Nordosten Ugandas. Es grenzt im Nordwesten an den Distrikt Abim, im Norden an den Distrikt Kotido, im Nordosten und Osten an den Distrikt Moroto, im Südosten an den Distrikt Nakapiripirit, im Süden an den Distrikt Katakwi, im Südwesten an den Distrikt Amuria und im Westen an den Distrikt Otuke.

## Demografie
Die Bevölkerungszahl wird für 2020 auf 158.300 geschätzt. Davon lebten im selben Jahr 3,3 Prozent in städtischen Regionen und 96,7 Prozent in ländlichen Regionen.
| Zensusjahr | Einwohnerzahl |
| ---------- | ------------- |
| 1991       | 37.684        |
| 2002       | 112.697       |
| 2014       | 142.224       |

## Wirtschaft
Subsistenzlandwirtschaft und Tierhaltung sind die wichtigsten wirtschaftlichen Aktivitäten im Distrikt. 